# Ржонсницкий, Адольф Генрихович
Адо́льф Ге́нрихович Ржонсни́цкий (17 (29 июня) 1880 — 4 сентября 1920, Петроград) — русский геолог начала XX века.

## Биография
Адольф Генрихович Ржонсницкий родился 17 (29 июня) 1880 года.
В 1906 году окончил теоретический курс Московского университета, но государственные экзамены не смог сдать из-за ареста. С 1907 по 1917 год находился в ссылке в Восточной Сибири за революционную деятельность (сначала в Братском остроге, а затем в городе Иркутске).
После освобождения отца, вместе с семьёй Ржонсницкий вернулся в Саратов, а затем переехал в Петроград, куда был приглашён работать в Геологическом комитете.
В 1920 году, перевозя семью в Петроград, заболел брюшным тифом и скончался 4 сентября 1920 года.

## Геологическая деятельность
Первые геологические исследования А. Г. Ржонсницкий провёл будучи студентом в 1904—1906 годах под руководством А. П. Павлова в Саратовском уезде, где обнаружил осадки батского возраста, уточнил стратиграфию и тектонику района.
Во время 10-летней ссылки изучал кембро-силурийские отложения в долине реки Ангары и в верховьях реки Киренги.
Особенно интересны его позднейшие исследования геологического строения Вилюйско-Ленского водораздела и долины река Лены.

## Семья
- Жена — Елизавета Георгиевна Ржонсницкая (урождённая — Пшеничная)  (1881—1931)
- Старшая дочь — Наталья Адольфовна Ржонсницкая (1910—1963)
- Младшая дочь — Мария Адольфовна Ржонсницкая (26.08.1912—03.05.2005) — советский и российский геолог, специалист в области стратиграфии и палеонтологии девона, систематики и эволюции брахиопод.
- Сын — Виктор Адольфович Ржонсницкий (1913—10.12.1937) — уроженец города Саратов, поляк по национальности, беспартийный, студент ЛГУ, проживал: город Ленинград, В. О., 5-я линия, д. 46, кв. 18. Арестован 22 сентября 1937 года Комиссией НКВД и Прокуратуры СССР 2 декабря 1937 года был приговорён по статье 58-10 УК РСФСР к высшей мере наказания. Расстрелян в городе Ленинград 10 декабря 1937 года.

В. А. Ржонсницкий был расстрелян по так называемому Списку польских шпионов № 42. Список утвердила «двойка» в Ленинграде (Заковский и Позерн), а затем – в Москве (Ежов и Вышинский). Ржонсницкий обвинялся, в частности, в том, что «намеревался в 1937 году посетить польское консульство в Ленинграде, якобы для того, чтобы получить там польскую националистическую литературу», доказывал знакомым студентам, что «промышленность СССР якобы отстала от капиталистической промышленности» и «распространял клеветнические слухи о том, что будто бы колхозы разваливаются, а крестьяне бегут из колхозов в город». Следственное дело Ржонсницкого сохранилось. Оно было сфабриковано в 4-м (секретно-политическом) отделе УНКВД ЛО, возглавлявшемся Г. Г. Карповым (о нем см. подробнее на с. 648 4-го тома «Ленинградского мартиролога»). О заместителе Заковского Н. Е. Шапиро-Дайховском, утверждавшем обвинительные заключения по некоторым делам, см.: Ленинградский мартиролог. Т. 1. С. 681.